# 황금나침반 (소설)
황금나침반(영어: The Golden Compass)은 필립 풀먼의 1995년 소설로, 《황금나침반 시리즈》의 제1편이다.